# 1619
Il 1619 (MDCXIX in numeri romani) è un anno  del XVII secolo.

## Eventi
- L'astronomo tedesco Johannes Kepler pubblica Harmonices mundi, in cui formula la terza legge che prende il suo nome.
- Viene restaurato il Regno di Boemia che viene affidato a Federico V del Palatinato, capo dell'Unione Evangelica.
- Nella notte del 10 novembre, il filosofo francese Cartesio ha tre sogni rivelatori dai quali partirà la sua riflessione filosofica.

### Eventi in corso
- Guerra dei trent'anni (1618-1648)
- Fase boema della guerra dei trent'anni (1618-1625)

## Nati

### Gennaio
- 6 gennaio - Gebhard XXV von Alvensleben, poeta tedesco († 1681)
- 10 gennaio - Philip Sidney, III conte di Leicester, nobile e politico inglese († 1698)
- 19 gennaio - Johann Caspar von Ampringen, principe († 1684)
- 30 gennaio - Michelangelo Ricci, cardinale e matematico italiano († 1682)

### Febbraio
- 19 febbraio - Giulio Cesare Arresti, musicista italiano († 1701)
- 24 febbraio - Charles Le Brun, pittore e decoratore francese († 1690)
- 26 febbraio - Francesco Morosini, doge († 1694)
- 28 febbraio - Giuseppe Felice Tosi, compositore e organista italiano († 1693)

### Marzo
- 2 marzo - Marcantonio Giustinian, doge († 1688)
- 6 marzo - Pietro Valentini, vescovo cattolico italiano († 1687)
- 6 marzo - Savinien Cyrano de Bergerac, filosofo, scrittore e drammaturgo francese († 1655)
- 20 marzo - Giorgio Alberto di Brandeburgo-Kulmbach, nobile tedesco († 1666)
- 28 marzo - Maurizio di Sassonia-Zeitz, nobile tedesco († 1681)

### Aprile
- 1º aprile - Bedřich Bridel, scrittore, poeta e missionario ceco († 1680)
- 2 aprile - Onofrio Gabrieli, pittore italiano († 1706)
- 2 aprile - Anna Sofia del Palatinato-Zweibrücken-Birkenfeld, religiosa tedesca († 1680)
- 3 aprile - Giovanni Domenico Ferrucci, pittore italiano
- 21 aprile - Jan van Riebeeck, esploratore olandese († 1677)

### Maggio
- 24 maggio - Philips Wouwerman, pittore e disegnatore olandese († 1668)

### Giugno
- 7 giugno - Marcello Santacroce, cardinale e vescovo cattolico italiano († 1674)
- 7 giugno - Paulus Voet, filosofo e giurista olandese († 1667)
- 23 giugno - Domenico Falce, pittore italiano († 1697)
- 24 giugno - Giovanni Galeazzo Bossi, nobile e politico italiano († 1684)
- 28 giugno - Pier Francesco Silvani, architetto italiano († 1685)
- 28 giugno - Alfonso Álvarez Barba Ossorio, arcivescovo cattolico spagnolo († 1688)

### Luglio
- 1º luglio - Peter Philipp von Dernbach, vescovo cattolico tedesco († 1683)

### Agosto
- 7 agosto - Anna Caterina Vasa, principessa polacca († 1651)
- 15 agosto - Francesco Maria Farnese, cardinale italiano († 1647)
- 15 agosto - Hubertus Quellinus, incisore e artista belga († 1687)
- 24 agosto - Johann Rosenmüller, compositore tedesco († 1684)
- 24 agosto - Albrecht von Sinzendorf, nobile e politico austriaco († 1683)
- 25 agosto - Gianfrancesco Maria de' Medici,  italiano († 1689)
- 28 agosto - Anna Genoveffa di Borbone-Condé, principessa francese († 1679)
- 28 agosto - Louis Thomassin, religioso e teologo francese († 1695)
- 29 agosto - Jean-Baptiste Colbert, politico e economista francese († 1683)

### Settembre
- 10 settembre - Jacob Hustaert, politico olandese († 1665)
- 12 settembre - Giacomo Lubrano, gesuita, poeta e scrittore italiano († 1693)
- 20 settembre - Sofia Elisabetta di Schleswig-Holstein, contessa danese († 1657)

### Ottobre
- 2 ottobre - Gédéon Tallemant des Réaux, scrittore e poeta francese († 1692)
- 7 ottobre - Wang Fuzhi, filosofo cinese († 1692)
- 8 ottobre - Philipp von Zesen, poeta e scrittore tedesco († 1698)
- 10 ottobre - Elisabetta Sofia di Sassonia-Altenburg, nobile tedesca († 1680)
- 12 ottobre - Carlo Roberto Dati, filologo e scienziato italiano († 1676)
- 19 ottobre - Amato Danio, giurista italiano († 1705)
- 19 ottobre - Ignazio Moncada, nobile e politico italiano († 1689)
- 27 ottobre - Federico Luigi del Palatinato-Zweibrücken, nobile tedesco († 1681)

### Novembre
- 3 novembre - Willem Kalf, pittore olandese († 1693)
- 5 novembre - Philips Koninck, pittore olandese († 1688)
- 14 novembre - Thomas Howard, III conte di Berkshire, nobile e politico inglese († 1706)

### Dicembre
- 17 dicembre - Ruperto del Palatinato, generale e ammiraglio tedesco († 1683)
- 28 dicembre - Antoine Furetière, abate e scrittore francese († 1688)
- 31 dicembre - Silvestro Mauro, gesuita, teologo e filosofo italiano († 1687)

### Senza giorno specificato
- Anders Bording, scrittore danese († 1677)
- Francesco Boschi, pittore e presbitero italiano († 1675)
- Giovanni Battista Botticchio, pittore italiano († 1666)
- Giuseppe Branciforte, nobile e politico italiano († 1675)
- Deifebo Burbarini, pittore italiano († 1680)
- Giovanni Andrea Casella, pittore svizzero
- Charles Cecil, visconte Cranborne, nobile e politico britannico († 1660)
- Elizabeth Cecil, nobildonna inglese († 1689)
- William Chamberlayne, poeta inglese († 1679)
- Samuel Collins, medico e saggista inglese († 1670)
- Nathaniel Culverwel, filosofo e teologo inglese († 1651)
- Giuseppe Eusanio, vescovo cattolico italiano († 1692)
- André Félibien, architetto e storico francese († 1695)
- Willem Gabron, pittore fiammingo († 1678)
- Marco Gallio, cardinale e vescovo cattolico italiano († 1683)
- Jan Hendrik Glazemaker, traduttore olandese († 1682)
- Gu Hengbo, poetessa e pittrice cinese († 1664)
- Sebastián Herrera Barnuevo, pittore, architetto e scultore spagnolo († 1671)
- Salom Italia, disegnatore e incisore italiano
- John Lambert, generale e politico inglese († 1684)
- Francis Lodwick, linguista e mercante olandese († 1694)
- Emilio Luci, funzionario e giurista italiano († 1699)
- Jean Armand de Maillé, ammiraglio e nobile francese († 1646)
- Philippe de Montaut-Bénac de Navailles, ammiraglio francese († 1684)
- Giuseppe Nuvolone, pittore italiano († 1703)
- Adrien Parvilliers, gesuita, arabista e missionario francese († 1678)
- Charles Rich, IV Conte di Warwick, nobile britannico († 1673)
- Jacobus Stainer, liutaio austriaco († 1683)
- Ferdinando Tacca, scultore italiano († 1686)
- Jan Victors, pittore olandese († 1676)
- Henri d'Aramitz, abate, militare e agente segreto francese
- Guillén Ramón de Moncada y Castro, nobile, militare e politico spagnolo († 1670)

## Morti

### Gennaio
- 11 gennaio - Diana di Francia, nobildonna francese (n. 1538)
- 20 gennaio - Eleonora di Borbone-Condé, principessa francese (n. 1587)

### Febbraio
- 3 febbraio - Teodoro Balbi, politico e militare italiano (n. 1542)
- 4 febbraio - Annibale Guasco, poeta italiano (n. 1540)
- 9 febbraio - Giulio Cesare Vanini, filosofo, medico e naturalista italiano (n. 1585)
- 12 febbraio - Pierre de Larivey, scrittore, drammaturgo e traduttore francese (n. 1541)
- 22 febbraio - Giuseppe Dattaro, architetto italiano

### Marzo
- 2 marzo - Anna di Danimarca, sovrana (n. 1574)
- 13 marzo - Richard Burbage, attore teatrale britannico (n. 1568)
- 18 marzo - Chō Tsuratatsu, militare giapponese (n. 1546)
- 24 marzo - Robert Rich, I conte di Warwick, conte britannico (n. 1559)

### Aprile
- 7 aprile - Mario I Farnese, condottiero italiano
- 8 aprile - Jagat Gosain, principessa indiana (n. 1573)
- 27 aprile - Paolo Emilio Gonzaga, militare italiano

### Maggio
- 13 maggio - Johan van Oldenbarnevelt, politico olandese (n. 1547)
- 20 maggio - Mattia d'Asburgo, re (n. 1557)
- 21 maggio - Girolamo Fabrici d'Acquapendente, anatomista, chirurgo e fisiologo italiano (n. 1533)
- 25 maggio - Giovanni Gualtieri, vescovo cattolico italiano (n. 1560)

### Giugno
- 11 giugno - Giovan Battista Trotti, pittore italiano (n. 1555)
- 12 giugno - Giovanni III Ventimiglia, nobile, politico e militare italiano (n. 1559)
- 14 giugno - Metello Bichi, cardinale e arcivescovo cattolico italiano (n. 1541)
- 26 giugno - Giovanni Domenico Caresana, pittore e stuccatore svizzero (n. 1568)
- 28 giugno - Carlo Lambardi, architetto italiano (n. 1545)

### Luglio
- 2 luglio - Francesco II di Sassonia-Lauenburg, duca (n. 1547)
- 6 luglio - Isabella della Rovere, principessa italiana (n. 1552)
- 22 luglio - Lorenzo da Brindisi, presbitero, teologo e santo italiano (n. 1559)
- 24 luglio - Nabeshima Naoshige, militare giapponese (n. 1537)

### Agosto
- 3 agosto - Johann Leuw, condottiero, politico e agricoltore svizzero
- 3 agosto - Dorothy Percy, contessa di Northumberland, nobildonna inglese (n. 1564)
- 15 agosto - Martino Mira, vescovo cattolico italiano (n. 1562)
- 19 agosto - Thomas Dale, navigatore inglese
- 25 agosto - Bernardino Pallantieri, vescovo cattolico italiano (n. 1533)
- 29 agosto - Ferdinando Taverna, cardinale e vescovo cattolico italiano (n. 1558)
- 30 agosto - Shimazu Yoshihiro, militare giapponese (n. 1535)

### Settembre
- 6 settembre - Marcello Macedonio, poeta e religioso italiano (n. 1582)
- 7 settembre - Melchiorre Grodecký, presbitero ceco
- 7 settembre - Marco Križevčanin, presbitero croato
- 8 settembre - Stefano Pongrácz, presbitero ungherese
- 15 settembre - Claudio Rangoni, vescovo cattolico italiano (n. 1562)
- 20 settembre - Giovanni Spilla, arcivescovo cattolico spagnolo
- 25 settembre - Francisco Soto de Langa, cantore, compositore e presbitero spagnolo (n. 1534)
- 29 settembre - Francesco Manin, vescovo cattolico e conte italiano (n. 1541)

### Ottobre
- 5 ottobre - Konrad Schlüsselburg, teologo tedesco (n. 1543)
- 8 ottobre - Francesco Vendramin, cardinale e patriarca cattolico italiano (n. 1555)
- 9 ottobre - Marcus Sittikus von Hohenems, arcivescovo cattolico austriaco (n. 1574)
- 14 ottobre - Samuel Daniel, poeta inglese (n. 1562)
- 19 ottobre - Fujiwara Seika, filosofo giapponese (n. 1561)

### Novembre
- 13 novembre - Ludovico Carracci, pittore italiano (n. 1555)
- 18 novembre - Leonardo Kimura, gesuita giapponese (n. 1575)
- 21 novembre - Hieronymus Wierix, incisore e disegnatore fiammingo (n. 1553)
- 28 novembre - Francesco Bonciani, letterato e arcivescovo cattolico italiano (n. 1552)
- 29 novembre - Ippolito I Bentivoglio, nobile

### Dicembre
- 15 dicembre - Thomas Butler, visconte di Thurles, nobile irlandese (n. 1596)
- 23 dicembre - Giovanni Sigismondo di Brandeburgo, nobile prussiano (n. 1572)
- 23 dicembre - Öküz Kara Mehmed Pascià, politico e militare ottomano (n. 1557)
- 30 dicembre - Girolamo Frachetta, politico e letterato italiano (n. 1558)
- 31 dicembre - Onorio Longhi, architetto e poeta italiano (n. 1568)

### Senza giorno specificato
- Giovanni Battista Birelli, scrittore e alchimista italiano
- Antonio Coloma y Saa, militare spagnolo (n. 1555)
- Alessandro Gambalunga,  italiano
- Abel Grimmer, pittore fiammingo (n. 1570)
- Nicholas Hilliard, pittore e orafo inglese
- Hans Lippershey, ottico tedesco (n. 1570)
- Fabio Maranta, vescovo cattolico italiano
- Marco V di Alessandria, vescovo cristiano orientale egiziano
- Natale Masuccio, architetto e gesuita italiano
- Luca Matranga, scrittore e presbitero italiano (n. 1567)
- Muzio Mattei, nobile e politico italiano (n. 1544)
- Robert Peake il Vecchio, pittore inglese
- Agostinho Pimenta, poeta portoghese (n. 1540)
- Ludovico Porcelletto, scrittore italiano (n. 1550)
- François Quesnel, pittore e disegnatore francese (n. 1573)
- Manuel Rodríguez, teologo portoghese (n. 1551)
- Olivier de Serres, agronomo e botanico francese (n. 1539)
- Cristoforo Stati, scultore italiano (n. 1556)
- Fernando Talaverano Gallegos, avvocato e funzionario spagnolo (n. 1563)
- Giulio Thiene, nobile (n. 1551)
- Francis Tregian il Giovane, scrittore e musicista inglese (n. 1574)
- Giacomo Vincenti, editore musicale italiano
- Caterina Vitale, farmacista e chimica maltese (n. 1566)

## Calendario
| Calendario 1619 | Calendario 1619 | Calendario 1619 | Calendario 1619 | Calendario 1619 | Calendario 1619 | Calendario 1619 | Calendario 1619 | Calendario 1619 | Calendario 1619 | Calendario 1619 | Calendario 1619 | Calendario 1619 | Calendario 1619 | Calendario 1619 | Calendario 1619 | Calendario 1619 | Calendario 1619 | Calendario 1619 | Calendario 1619 | Calendario 1619 | Calendario 1619 | Calendario 1619 | Calendario 1619 | Calendario 1619 | Calendario 1619 | Calendario 1619 | Calendario 1619 | Calendario 1619 | Calendario 1619 | Calendario 1619 | Calendario 1619 | Calendario 1619 |
| --------------- | --------------- | --------------- | --------------- | --------------- | --------------- | --------------- | --------------- | --------------- | --------------- | --------------- | --------------- | --------------- | --------------- | --------------- | --------------- | --------------- | --------------- | --------------- | --------------- | --------------- | --------------- | --------------- | --------------- | --------------- | --------------- | --------------- | --------------- | --------------- | --------------- | --------------- | --------------- | --------------- |
|                 | 1               | 2               | 3               | 4               | 5               | 6               | 7               | 8               | 9               | 10              | 11              | 12              | 13              | 14              | 15              | 16              | 17              | 18              | 19              | 20              | 21              | 22              | 23              | 24              | 25              | 26              | 27              | 28              | 29              | 30              | 31              |                 |
| Gennaio         | Ma              | Me              | Gi              | Ve              | Sa              | Do              | Lu              | Ma              | Me              | Gi              | Ve              | Sa              | Do              | Lu              | Ma              | Me              | Gi              | Ve              | Sa              | Do              | Lu              | Ma              | Me              | Gi              | Ve              | Sa              | Do              | Lu              | Ma              | Me              | Gi              |                 |
| Febbraio        | Ve              | Sa              | Do              | Lu              | Ma              | Me              | Gi              | Ve              | Sa              | Do              | Lu              | Ma              | Me              | Gi              | Ve              | Sa              | Do              | Lu              | Ma              | Me              | Gi              | Ve              | Sa              | Do              | Lu              | Ma              | Me              | Gi              |                 |                 |                 |                 |
| Marzo           | Ve              | Sa              | Do              | Lu              | Ma              | Me              | Gi              | Ve              | Sa              | Do              | Lu              | Ma              | Me              | Gi              | Ve              | Sa              | Do              | Lu              | Ma              | Me              | Gi              | Ve              | Sa              | Do              | Lu              | Ma              | Me              | Gi              | Ve              | Sa              | Do              |                 |
| Aprile          | Lu              | Ma              | Me              | Gi              | Ve              | Sa              | Do              | Lu              | Ma              | Me              | Gi              | Ve              | Sa              | Do              | Lu              | Ma              | Me              | Gi              | Ve              | Sa              | Do              | Lu              | Ma              | Me              | Gi              | Ve              | Sa              | Do              | Lu              | Ma              |                 |                 |
| Maggio          | Me              | Gi              | Ve              | Sa              | Do              | Lu              | Ma              | Me              | Gi              | Ve              | Sa              | Do              | Lu              | Ma              | Me              | Gi              | Ve              | Sa              | Do              | Lu              | Ma              | Me              | Gi              | Ve              | Sa              | Do              | Lu              | Ma              | Me              | Gi              | Ve              |                 |
| Giugno          | Sa              | Do              | Lu              | Ma              | Me              | Gi              | Ve              | Sa              | Do              | Lu              | Ma              | Me              | Gi              | Ve              | Sa              | Do              | Lu              | Ma              | Me              | Gi              | Ve              | Sa              | Do              | Lu              | Ma              | Me              | Gi              | Ve              | Sa              | Do              |                 |                 |
| Luglio          | Lu              | Ma              | Me              | Gi              | Ve              | Sa              | Do              | Lu              | Ma              | Me              | Gi              | Ve              | Sa              | Do              | Lu              | Ma              | Me              | Gi              | Ve              | Sa              | Do              | Lu              | Ma              | Me              | Gi              | Ve              | Sa              | Do              | Lu              | Ma              | Me              |                 |
| Agosto          | Gi              | Ve              | Sa              | Do              | Lu              | Ma              | Me              | Gi              | Ve              | Sa              | Do              | Lu              | Ma              | Me              | Gi              | Ve              | Sa              | Do              | Lu              | Ma              | Me              | Gi              | Ve              | Sa              | Do              | Lu              | Ma              | Me              | Gi              | Ve              | Sa              |                 |
| Settembre       | Do              | Lu              | Ma              | Me              | Gi              | Ve              | Sa              | Do              | Lu              | Ma              | Me              | Gi              | Ve              | Sa              | Do              | Lu              | Ma              | Me              | Gi              | Ve              | Sa              | Do              | Lu              | Ma              | Me              | Gi              | Ve              | Sa              | Do              | Lu              |                 |                 |
| Ottobre         | Ma              | Me              | Gi              | Ve              | Sa              | Do              | Lu              | Ma              | Me              | Gi              | Ve              | Sa              | Do              | Lu              | Ma              | Me              | Gi              | Ve              | Sa              | Do              | Lu              | Ma              | Me              | Gi              | Ve              | Sa              | Do              | Lu              | Ma              | Me              | Gi              |                 |
| Novembre        | Ve              | Sa              | Do              | Lu              | Ma              | Me              | Gi              | Ve              | Sa              | Do              | Lu              | Ma              | Me              | Gi              | Ve              | Sa              | Do              | Lu              | Ma              | Me              | Gi              | Ve              | Sa              | Do              | Lu              | Ma              | Me              | Gi              | Ve              | Sa              |                 |                 |
| Dicembre        | Do              | Lu              | Ma              | Me              | Gi              | Ve              | Sa              | Do              | Lu              | Ma              | Me              | Gi              | Ve              | Sa              | Do              | Lu              | Ma              | Me              | Gi              | Ve              | Sa              | Do              | Lu              | Ma              | Me              | Gi              | Ve              | Sa              | Do              | Lu              | Ma              |                 |